# Ladengalerie (Berlin)
Die Ladengalerie Müller ist eine Galerie für realistische Kunst, die 1962 in Berlin gegründet wurde. In der Zeit der Teilung Berlins lieferte sie einen wichtigen Beitrag zur Verständigung zwischen Ost und West auf kulturellem Gebiet.

## Geschichte
Am 20. November 1962 eröffnete Wichart Müller in der Berliner Bleibtreustraße die Ladengalerie. Ziel der Galerie war es zunächst, jungen Berliner Künstlern eine Plattform für ihre Arbeit zu geben. Hierbei legte er einen Fokus auf die gegenständliche Kunst, was nicht zuletzt aufgrund der damaligen politischen und kulturellen Situation keine Selbstverständlichkeit darstellte. Die Ladengalerie stellte als eine der ersten Galerien in Westberlin Künstler aus der ehemaligen DDR aus und engagierte sich später unter Karoline Müller der Gleichbehandlung von Künstlerinnen im Kunstbetrieb. Darüber hinaus bot sie Vertretern der Schule der neuen Prächtigkeit wie Johannes Grützke, Manfred Bluth oder Matthias Koeppel, aber auch mit ihnen verbundenen Künstlern und Künstlerinnen, seit den 1970er Jahren einen Ausstellungsort, an dem neben traditioneller Kunst auch programmatische Theaterstücke oder lebende Bilder gezeigt wurden.
Über die Jahre wechselte die Galerie unter ihren Leitern Wichart Müller (1927–1974) und später Karoline Müller (1935–2019) und Valentin Müller mehrfach ihr Domizil innerhalb Berlins:
- 1962: Ladengalerie, Bleibtreustraße 5a
- 1964: Ladengalerie, Bleibtreustraße 20
- 1969: Ladengalerie,  Wilmersdorfer Str. 82/83
- 1970: Ladengalerie, Kurfürstendamm 64
- 1997: Ladengalerie, Urbanstr. 115
- 2001: Ladengalerie, Brunnenstr. 5
- 2005: Ladengalerie, Drontheimer Str. 34
- seit 2007: Ladengalerie Müller GmbH, Alt-Tempelhof 26

Mit ihrer über fünfzigjährigen Geschichte ist sie eine der erfolgreichsten und ältesten privaten Galerien Berlins.
1964 stellte die Ladengalerie erstmals Arbeiten von Lea Grundig aus, die zu dieser Zeit  Präsidentin des Verbandes Bildender Künstler Deutschlands (später VBK der DDR) war. In den Räumen der Galerie gab es Diskussionsforen, die von der Presse und der Öffentlichkeit stark beachtet wurden. Diese wurden später auch im Rahmen einer Diskussion in der Akademie der Künste der DDR fortgesetzt. Nach dem Mauerbau stellten die Aktivitäten der Ladengalerie somit eine erste deutsch-deutsche Verständigung auf künstlerischem Gebiet dar. Diese Diskussionen fanden, insbesondere im Rahmen von Ausstellungen von Künstlern aus der DDR in der Ladengalerie, eine langjährige Tradition.
Die Galerie war mehrfach auf der Art Basel, der Art Cologne und der Art Frankfurt vertreten.
1987 erhielt die Galeristin Karoline Müller, die über viele Jahre Geschäftsführerin und Erste Vorsitzende des Vereins der Berliner Künstlerinnen war, den Karl-Hofer-Preis der Hochschule der Künste Berlin, 2001 das Bundesverdienstkreuz und 2010 die Louise-Schroeder-Medaille.

## Zitate
„Damals, in den 50er Jahren, hatten realistische Tendenzen in der Kunst einen schweren Stand. Informelles und Gegenstandsloses war angesagt, und an der Berliner Hochschule für bildende Künste standen sich Uhlmann und Karl Hofer als Antipoden gegenüber. Mit dem Verfechter der Abstrakten, Will Grohmann, stritt sich der figurative Maler öffentlich darüber, was nun besser sei… Für Karoline Müller war es keine Frage, sich des Figurativen anzunehmen. Genau so wie es für sie weder gute noch schlechte Kunst gibt, denn das wisse man erst in 100 Jahren, und genau so offen war die junge Frau für beide Richtungen. Bis sie sich nach dem Studium 1962 entschloss, mit ihrem Mann, dem Kunsttheoretiker Wichart Müller, den sie an der Hochschule kennen gelernt hatte, eine Galerie zu gründen. (Corinna Daniels)“

## Ausstellungen (Auswahl)
1962
- Heinz Otterson: „Assemblagen“

1963
- Uwe Bremer: „Malerei und Grafik“
- Margarete Manthey: „Ölbilder“

1964

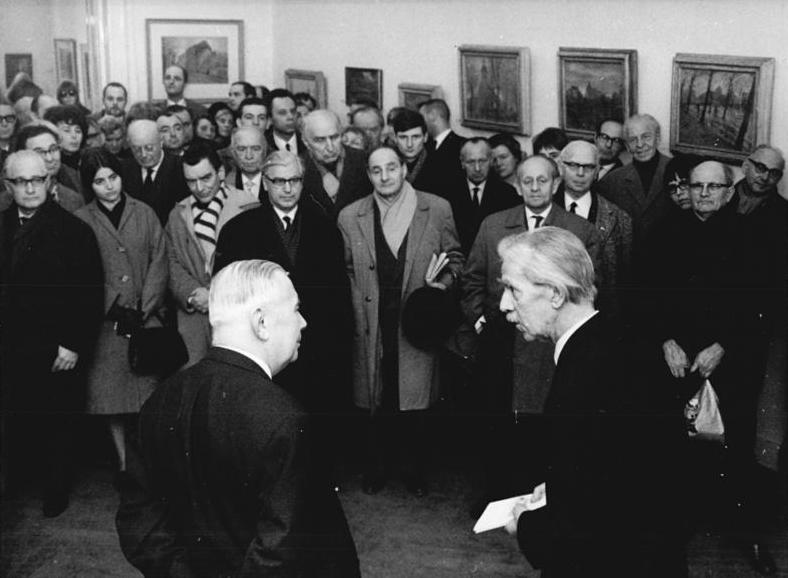
Otto Nagel und Herbert Ihering während einer Ausstellungseröffnung in der Ladengalerie, 1966

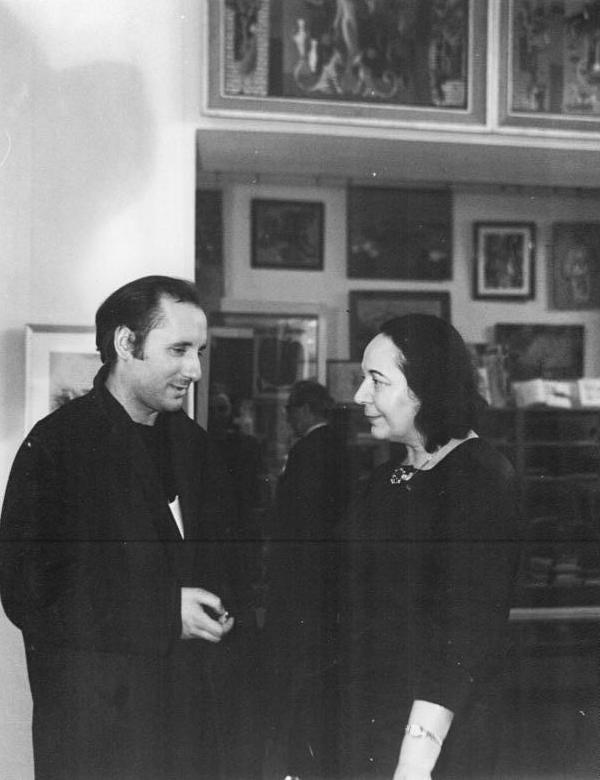
Lea Grundig in der Ladengalerie, 1966

- André Beaudin: „Regards sur Paris“, Farblithografien
- Albín Brunovský: „Grafische Schule von Bratislava“
- Lea Grundig: „Radierungen und Lithografien“
- HAP Grieshaber: „Holzschnitte“
- Karl Hubbuch: „Handzeichnungen und Druckgrafik aus fünf Jahrzehnten“

1965
- Fritz Cremer: „Plastik, Grafik, Zeichnung“
- Maurice de Vlaminck
- Rudolf Kaiser
- Otto Pankok: „Holzschnitte“
- Vincent Hložník: „Graphik“

1966
- Otto Nagel: „Ölbilder und Zeichnungen aus 4 1/1 Jahrzehnten“
- Hans Grundig: „Radierungen (Zyklus Menschen und Tiere)“

1967
- Robert Wolfgang Schnell: „Bilder Aquarelle & Zeichnungen aus den Jahren 1933-66“
- Magnus Zeller
- Janosch: „Onkel Poppoff kann auf Bäume fliegen“

1968
- Oskar Nerlinger: „Malerei und Grafik aus 50 Jahren“

1969
- Claus Korch und Thomas Harndt: „Von der Süße des Gesangs von Maurice de Sully“
- „Elf aus der DDR“: Günther Brendel, Harald Hakenbeck, Karlheinz Effenberger, Karl Heinz Jakob, Gerhard Kettner, Klaus Magnus, Klaus Matthäi, Ronald Paris, Gerhard Rommel, Wolfram Schubert, Max Uhlig
- Lea Grundig
- Lilo Fromm: „Aquarelle“

1970
- Kurt Mühlenhaupt: „Ölbilder, Grafik, Bücher“
- 25 Jahre Altberliner Verlag Lucie Groszer
- Max Lingner
- Willi Mühlenhaupt

1971
- Hans Grundig
- „Realisten Karlsruhe“: Helmut Goettl, Tutilo Karcher, Reinhard Dassler, Waltraud Kniss, Klaus Langkafel, Herbert Kämper

1972
- Janosch: „Bilder, Handzeichnungen, Bücher, Plakate“
- Günter Senge: Bilder aus den Jahren 1961–1971

1973
- Lea Grundig: „Das Radierwerk“
- 1973 Klaus Hohlfeld

1974
- Arno Waldschmidt: „Die Bleistiftzeichnungen“
- Willi Mühlenhaupt

1975
- Wolfgang Ziezold
- Wolfgang Mattheuer: „Die Druckgraphik“
- Reiner Zimnik: „Winterzeichnungen“

1976
- Wolf-Gunter Voigt
- Hans Grundig
- Roland Topor: „Tagträume, Zeichnungen“

1977
- Peter Schunter
- Hans-Joachim Zeidler: „80 neue Strandplastiken“

1978
- Werner Mühlbrecht
- Janosch: „Liebespaare & Hochzeitsbilder“

1979
- Johannes Grützke, Jan Peter Tripp, Arno Waldschmidt
- Manfred Bluth: „Neue Bilder und Skizzen ‚vor der Natur‘“
- „Polen 1979“, Skulpturen und Bilder
- Matthias Koeppel: „Bilder, ein neuer Siebdruck und Skizzen aus der Nordheide“
- Volkmar Oellermann

1980
- Künstler aus Usbekistan
- Willi Mühlenhaupt
- Mathias Weis
- Michael Otto „Vorstädte und Randzonen“
- Werner Tübke: „Zeichnungen, Radierungen und Lithografien“

1981
- Kurt Mühlenhaupt zum 60. Geburtstag
- Hans Grundig: „Memento mori“
- Manfred Bluth: „Bilder und Skizzen aus der Toskana“

1982
- Guido Messer: „Skulpturen“
- Jan Peter Tripp: „Ölbilder, Aquarelle Zeichnungen, Druckgraphik“

1983
- Lea Grundig: Zeichnungen und Radierungen
- Kurt Mühlenhaupt: „Toskana“

1984
- Christa Biederbick: „Rocker“
- Jan Balet: „Ölbilder, Aquarelle, Lithographien, Bücher“

1985
- Johannes Grützke: „Der Nackte Mann. Pinselzeichnungen“
- Michael Otto: „Ölbilder und Stadtlandschaften“
- Hans Dieter Tylle: „Bilder aus dem Steinkohlen- und Kalisalzbergbau“
- Mathias Weis

1986
- Hartmut Berlinicke: „Ölbilder und Farbradierungen“

1987
- Christa Biederbick: „Arbeiter“
- Karlheinz Biederbick: „Paar in Sandburg“
- Helga Ginevra: „Exhibitionen“
- Mathias Weis "Planspiel"

1988
- Margarete Godon: „Bilder und Skulpturen“
- Thomas Harndt: „Stadtlandschaften, Portraits und Stilleben aus den achtziger Jahren“

1989
- Michael Otto: „Bilder 1985/89, Stationen und Stadtautobahnen“
- Max Stock: „Öl auf Papier“
- Irene Niepel: „Gepard im Treppenhaus“

1990
- Fridolin Frenzel: „Arbeiten von 1980–1990“
- Margarete Godon
- Rita Preuss: „Stillleben“

1991
- Margarete Godon: „Skulpturen und Bilder“
- Kurt Mühlenhaupt zum 70. Geburtstag
- „Max Lingner in Paris“
- Ruth Baumgarte : „Bilder und Zeichnungen“

1992
- Fritz Cremer: „Skulpturen und Zeichnungen“
- Irene Niepel

1993
- Margarete Godon: „Skulpturen und Bilder“
- José García y Más : „Berlin ’91“
- Dieter Bachnik, Felicitas Flückiger, Johannes Grützke, Aldona Gustas, Sabine Kasan, Liz Rowe, Ulrike Schamoni: „Umkleidung“

1994
- Willi Sitte: „Arbeiten 1989–1993, Erdgeister“
- Rita Preuss: „Malerei von 1954–1994“
- Ingeborg Leuthold
- Max Lingner: „Gouachen“

1995
- Fritz Cremer: „Skulpturen, Zeichnungen, Graphik“
- José García y Más: „Good-bye, Miss Banana“
- Christine Perthen: „Zeichnungen und Radierungen“
- Ingeborg Leuthold: „Bilder 1952–1995“

1996
- Christa Cremer
- Monika Brachmann: „Grüße aus der Uckermark“
- Lea Grundig: „Jüdin, Kommunistin, Graphikerin“
- Johannes Grützke: „Existenzbedenker“

1997
- José García y Más : „Die schöne Neue Welt“
- Esteban Fekete: „Malerei und Farbholzschnitte“

1998
- Ingeborg Leuthold: „Bilder“
- Johannes Grützke „Das druckgraphische Werk“

1999
- Gabriel Heimler: „Zerreißprobe“

2000
- Fritz Kreidt: „Preußische Baustellen Berlin 1999“
- Ingeborg Leuthold: „Wollbilder“

2001
- Kurt Mühlenhaupt zum 80.
- Hans Grundig: „1901–1958, Zeichnungen und Druckgraphik“

2002
- Johannes Grützke: „Ölbilder 2000–2001“
- „Das Tier – Tierdarstellungen zeitgenössischerer Künstler“ in der Fasanerie im Zoologischen Garten Berlin.[4][5]
- „40 Jahre Ladengalerie“

2003
- Johannes Grützke: „Stilleben“

2004
- Mac Lingner: „Freie Arbeiten und Wandbildentwürfe“
- Monika Brachmann: „Grüße aus der Uckermark II“

2005
- Lea Grundig: „Die Zyklen Der Jude ist schuld“
- Lea Grundig: „Frühe Zeichnungen von 1926–1938. Ausstellung zum 100. Geburtstag“

2006
- Ingeborg Leuthold: „In der Fabrik“

2007
- Hans-Michael Rüger: „Selbst im Abstrakt“

2009
- Johannes Grützke: „Die Haltung der Batseba“
- Rita Preuss zum 85. Geburtstag

2010
- Kurt Mühlenhaupt zum 90. Geburtstag

2011
- Johannes Grützke
- Monika Brachmann: „Gemälde“

2012
- „Condition Humaine“: Lilli Hill, Ingeborg Leuthold, Heike Ruschmeyer
- Johannes Grützke: „Pastelle“